# Rudolf Mulch
Rudolf Mulch (* 28. Dezember 1907 in Ober-Hörgern; † 24. Juni 1989) war ein deutscher Linguist, Dialektologe und Lexikograf.
Mulch, Sohn eines hessischen Landwirts, studierte nach abgelegtem Abitur an der  Oberrealschule in Butzbach, Gießen, München und Leipzig die Fächer Deutsch, Englisch und Französisch. Zu seinen bedeutenden akademischen Lehrern zählten in der Germanistik neben Otto Behaghel, Alfred Götze und Friedrich Maurer, Karl Viëtor und Theodor Frings sowie der Romanist Karl Vossler. Er wurde in Gießen nach abgelegtem Staatsexamen bei Behagel und Götze promoviert mit einer sozialpsychologisch-lexikologischen Untersuchung zur mittelhessischen Mundart der heimatlichen Wetterau mit dem Titel Seelische Bedingungen im Leben der Wörter die „summa cum laude“ bewertet wurde (aufbereitet publiziert in: Indogermanische Forschungen 51 (1933), S. 5–73).
In den folgenden Jahren nahm er den Schuldienst, unter anderem im Auftrag des Auswärtigen Amts am Belgrader Gymnasium auf. Nach Kriegsdienst und sowjetischer Gefangenschaft folgte 1947 auf Bitte seines Lehrers Maurer die Übernahme der durch Maurer Mitte der 1920er Jahre angelegten Materialsammlung zum Südhessischen Wörterbuch. Mulch wurde 1950 an die „Ricarda-Huch-Schule“ in Gießen versetzt und 1956 für die Wörterbucharbeit vom Schuldienst zur Hälfte freigestellt. Für die Arbeit am Wörterbuch wurde er letztlich 1961 voll an die Justus-Liebig-Universität versetzt, an der ab 1963 Vorlesungen abhielt. Nach umfangreichen Feldforschungen und erheblichen Ergänzungen des Wörterbuchmaterials arbeitete er das Manuskript des „Südhessischen Wörterbuchs“ aus, das seit 1965 in Teillieferungen bis zum Jahr 2010 erschienen ist. Mulch betreute bis zu seiner Pensionierung 1973 die Herausgabe selbst, dann mit Unterstützung seines Sohnes Roland Mulch. Mulchs Wörterbuch hat die Geltung eines Monumentalwerks der hessischen sprachlichen Landesforschung.
Mulch war Honorarprofessor an der Gießener Universität.